# Корозиметр
Корозиметр використовується для лабораторного і виробничого контролю корозії і комплексної оцінки ефективності захисних заходів.

## Автоматично визначувані параметри
показники загальної корозії; потенціал корозії металів , сплавів і покриттів в рідких середовищах; параметри процесів травлення металів ; захисні властивості анодних, хроматних та інших покриттів.
Область застосування: підприємства енергетики і комунального господарства; нафтової, газової, хімічної, металургійної і харчової промисловості; машино-та приладобудування; наукові та навчальні організації.

## Переваги
Технічні
висока чутливість; широкі діапазони вимірювань; малі габарити ; від акумулятора 12В або від мережі змінного струму з адаптером забезпечує можливість роботи в польових і в лабораторних умовах; наявність підсвічування індикатора дозволяє працювати при зниженій освітленості.
Аналітичні
можливість проведення вимірювань на готових виробах, у тому числі великогабаритних; поєднання декількох методик отримання основних корозійних параметрів в одному приладі ; можливість введення значень коефіцієнтів і площі зразків; проведення безперервної або періодичної реєстрації та обробки отримуваних даних на персональних комп'ютерах .